# Nâzım Hikmet
Nâzım Hikmet Ran (Salónica, 20 de novembro de 1901 – Moscovo, 3 de junho de 1963) foi um poeta e dramaturgo turco, conhecido na Europa como o melhor poeta de vanguarda da Turquia, sendo os seus poemas traduzidos para diversas línguas, sem exceptuar o português.
Nascido em Salónica, no Império Otomano, situada no seio da actual Grécia, foi registrado a 15 de janeiro de 1902, embora tenha nascido efectivamente no dia 20 de novembro do ano de 1901, mesmo no início do século XX.
Hikmet pertenceu ao Partido Comunista da Turquia, sumariamente TKP, tendo sido por isso muitas vezes perseguido pelos realistas.
Apesar de ter escrito primeiramente poemas com sílabas métricas bem definidas, o seu género distanciou-se dos géneros dos chamados "poetas silábicos", sendo, em parte por tal, denominado vanguardista. Pelo contrário, os seus poemas distinguiam-se pelas formas confusas e conceptuais. Aliás, todos eles contêm diversas propriedades linguísticas da Turquia.
Nunca satisfeito com o seu trabalho, rumou à URSS, onde se manteve de 1922 a 1925, na intensiva busca pelo "climáx". Um outro motivo para ter viajado para a União Soviética foi a Revolução Soviética.
Depois de completos os seus estudos na Universidade de Moscovo cansado das competições com Vladimir Maiakovski e com outros jovens poetas soviéticos, que tendiam para o recente Futurismo, retornou ao seu país natal.
Vários trabalhos seus retratam cenas inóspitas de guerra como a invasão da Etiópia pela Itália de Mussolini
Como já foi referido anteriormente, Hikmet foi perseguido pelos defensores da monarquia e, por isso, condenado a quinze anos de prisão. Tal fez com que se refugiasse na URSS, uma mais valia, já que conhecia o país.
Depois da sua morte, em 1963, em Moscovo, diversos músicos transformaram os seus expressivos poemas em belas canções, como fez, entre outros tantos, o grego Manos Loizos.

## Nacionalidade turca
O governo turco aboliu em 5 de janeiro de 2009, por decreto a decisão que, em 1951, retirou a nacionalidade turca ao poeta.

## Obras

### Peças de teatro
- Kafatası (1932, The Skull).
- Unutulan Adam (1935, The Forgotten Man).
- Ferhad ile Şirin 1965 (Ferhad and Şirin).
- Lüküs Hayat – Luxurious Living (como Escritor-fantasma).

### Romances
- Yaşamak Güzel Şey Be Kardeşim (1967, Life's Good, Brother).

### Poemas
- Taranta-Babu'ya Mektuplar (1935, Letters to Taranta-Babu).
- Simavne Kadısı Oğlu Şeyh Bedreddin Destanı (1936, The Epic of Sheikh Bedreddin).
- Memleketimden İnsan Manzaraları (1966–67, Human Landscapes from My Country).
- Kurtuluş Savaşı Destanı (1965, The Epic of the War of Independence).

### Poesia
- İlk şiirler / Nâzım Hikmet, İstanbul : Yapı Kredi, 2002.
- 835 satır / Nâzım Hikmet, İstanbul : YKY, 2002.
- Benerci kendini niçin öldürdü? / Nâzım Hikmet, İstanbul : YKY, 2002.
- Kuvâyi Milliye / Nâzım Hikmet, İstanbul : YKY, 2002.
- Yatar Bursa Kalesinde / Nâzım Hikmet,  İstanbul : YKY, 2002.
- Memleketimden insan manzaraları : (insan manzaraları) / Nâzım Hikmet, İstanbul : YKY, 2002.
- Yeni şiirler : (1951–1959) / Nâzım Hikmet, İstanbul : Yapı Kredi Yayınları, 2002.
- Son şiirleri : (1959–1963) / Nâzım Hikmet, İstanbul : Yapı Kredi Yayınları, 2002.

## Traduções
1. Preso na Fortaleza de Bursa/Yatar Bursa Kalesinde, Leonardo da Fonseca (trad.),  (n.t.) Revista Literária em Tradução, nº 1 (set/2010), Fpolis/Brasil, ISSN 2177-5141